# Grand Prix Comminges
Grand Prix Comminges, oficj. Grand Prix du Comminges – wyścig samochodowy, odbywający się w latach 1925-1936, 1939, 1947-1949, 1952 na torze Circuit automobile du Comminges w Saint-Gaudens w regionie Comminges, od którego pochodzi nazwa wyścigu. 
Od 2001 roku tydzień przed wyścigiem odbywają się wyścigi samochodów historycznych.

## Zwycięzcy
| Rok       | Zwycięzca               | Samochód                   | Wyniki         |
| --------- | ----------------------- | -------------------------- | -------------- |
| 1925      | M. Goury                | Bignan B                   | Wyniki         |
| 1926      | Louis Chiron            | Bugatti T35                | Wyniki         |
| 1927      | François Eysermann      | Bugatti T37                | Wyniki         |
| 1928      | William Grover-Williams | Bugatti T35C               | Wyniki         |
| 1929      | Philippe Étancelin      | Bugatti T35C               | Wyniki         |
| 1930      | François Miquel         | Bugatti T37A               | Wyniki         |
| 1931      | Philippe Étancelin      | Alfa Romeo 8C 2300 'Monza' | Wyniki         |
| 1932      | Goffredo Zehender       | Alfa Romeo 8C 2300 'Monza' | Wyniki         |
| 1933      | Luigi Fagioli           | Alfa Romeo Tipo-B 'P3'     | Wyniki         |
| 1934      | Franco Comotti          | Alfa Romeo Tipo-B 'P3'     | Wyniki         |
| 1935      | Raymond Sommer          | Alfa Romeo Tipo-B 'P3'     | Wyniki         |
| 1936      | Jean-Pierre Wimille     | Bugatti T59/57             | Wyniki         |
| 1937-1938 | Nie rozgrywano          | Nie rozgrywano             | Nie rozgrywano |
| 1939      | René Le Bègue           | Talbot MD90                | Wyniki         |
| 1940-1946 | Nie rozgrywano          | Nie rozgrywano             | Nie rozgrywano |
| 1947      | Louis Chiron            | Talbot Monoplace C39       | Wyniki         |
| 1948      | Luigi Villoresi         | Maserati 4CLT/48           | Wyniki         |
| 1949      | Charles Pozzi           | Delahaye 145               | Wyniki         |
| 1952      | Alberto Ascari          | Ferrari 500                | Wyniki         |